# Onze-Lieve-Vrouw-van-Goede-Raadkerk (Utrecht)
De Onze-Lieve-Vrouw-van-Goede-Raadkerk, of kortweg de Goede-Raadkerk was een rooms-katholieke kerk in de Nederlandse stad Utrecht.

## Ontstaansgeschiedenis
In 1918 werd vanuit de Sint-Antoniuskerk en de Augustinuskerk gezamenlijk het initiatief genomen om een nieuwe kerk te bouwen. De wijk en het aantal inwoners groeide enorm en een extra kerkgebouw was noodzakelijk. De Onze-Lieve-Vrouw-van-Goede-Raadkerk, ontworpen door Jos Duynstee, werd gebouwd aan de Bosboom Toussaintstraat in de wijk Nieuw Engeland en werd bediend door de paters augustijnen. Zij verzorgden ook het onderwijs op de naastgelegen school. De glas-in-loodramen waren van de hand van Max Weiss.
Voor de bouw was een groot terrein aangekocht, waarop naast de kerk een pastorie en school gebouwd werden. De rest van de grond was bestemd voor woningbouw, waarvoor de R.K. Middenstands Woningbouwvereniging St. Augustinus opgericht werd. In een van deze woningen werd in 1929 de latere minister van financiën Frans Andriessen geboren.

## Sluiting en sloop
Wegens teruglopend kerkbezoek werd de Goede Raadkerk in 1977 gesloten en uiteindelijk in 1993 gesloopt. Ook het schoolgebouw werd gesloopt. Een aantal van de glas-in-loodramen kregen in 1992 een nieuw plekje in de Sint-Vituskerk in Hilversum.
Historische kerkgebouwen:
Sint-Augustinuskerk · Buurkerk · Sint-Catharinakathedraal · Domkerk · Doopsgezinde kerk · Geertekerk · Jacobikerk · Jacobuskerk · Janskerk · Kerkenkruis · Lutherse Kerk · Mariakerk · Maria Minor · Nicolaïkerk · Pieterskerk · Sint-Gertrudiskathedraal · Sint-Martinuskerk · Sint-Salvatorkerk · Sint-Willibrordkerk · Westerkerk

Overige kerkgebouwen:
Adventkerk · Bethelkerk · Blijde Boodschapkerk · Gerardus Majellakerk · Heilig Hartkerk · Holy Trinity Church · H. Johannes de Doper en H. Bernarduskerk · Johanneskerk · Mattheüskerk · Nieuwe Kerk · Sint-Aloysiuskerk ·Sint-Antoniuskerk · Sint-Dominicuskerk · Sint-Gertrudiskerk · Sint-Jacobuskerk · Sint-Josephkerk · Sint-Rafaëlkerk · Stefanuskerk · Tuindorpkerk · Wederkomst des Herenkerk · Wilhelminakerk · Willem de Zwijgerkerk

Deels gesloopte kerken:
Oranjekerk

Gesloopte kerken:
Christus Koningkerk · Begijnekerk · Heilig Kruiskapel · Johannes de Doperkerk  · Julianakerk · Lucaskerk · Onze-Lieve-Vrouw-van-Goede-Raadkerk · 
Onze-Lieve-Vrouw-ten-Hemelopnemingkerk · Oosterkerk · Sint-Bernarduskerk · Sint-Dominicuskerk (Walsteegkerk) · Sint-Ludgeruskerk · Sint-Monicakerk · Sint-Nicolaaskerk · Sint-Pauluskerk · Sint-Salvatorkerk · Vaartkerk · Zuiderkerk

Voormalige kerken:
Emmaüskerk · Noorderkerk · Leeuwenbergkerk · Sint-Isidoruskerk

Lijst van kerken in Utrecht